# 奥尔吉纳泰
奥尔吉纳泰（義大利語：Olginate），是意大利莱科省的一个市镇。总面积7平方公里，人口7162人，人口密度1023.1人/平方公里（2009年）。国家统计（ISTAT）代码为097059。